# Ilyes Chetti
Ilyes Chetti, né le 22 janvier 1995 à Annaba, est un footballeur algérien. Il joue au poste d'arrière gauche à l'USM Alger.

## Biographie

### En club
Formé à l'USM Annaba, il part à l'âge de 19 ans à l'US Chaouia. En juillet 2017, il rejoint la Jeunesse sportive de Kabylie, pour trois saisons. 
Avec la JS Kabylie, il atteint la finale de la Coupe d'Algérie en 2018. Il est titulaire lors de la finale perdue face à l'USM Bel-Abbès (1-2). Il est ensuite sacré vice champion d'Algérie en 2019 avec la JSK, la saison suivante.
Le 2 juillet 2019, il est vendu par la JS Kabylie à l'Espérance sportive de Tunis. Il paraphe un contrat de quatre saisons avec le club tunisien. Le 1er juillet 2022, il résilie son contrat avec l'Espérance sportive de Tunis après trois saisons.
Le 19 juillet 2022, il signe pour quatre ans à Angers SCO. Un peu moins d'un an plus tard, en mai 2023, il est licencié par le SCO d'Angers en raison de sa condamnation à la suite de faits d'agressions sexuelles.

## Faits divers
En mars 2023, il est poursuivi devant le tribunal d’Angers. Il est suspecté d’attouchements sur une femme dans une boîte de nuit d'Angers. Le 6 avril 2023, il est condamné à 4 mois de prison avec sursis, ce qui a entrainé son licenciement.

## Statistiques

### En club
| Saison                | Club                  | Championnat           | Championnat | Championnat | Championnat | Coupe(s) nationale(s) | Coupe(s) nationale(s) | Coupe(s) nationale(s) | Supercoupe | Supercoupe | Supercoupe | Compétition(s) continentale(s) | Compétition(s) continentale(s) | Compétition(s) continentale(s) | Compétition(s) continentale(s) | Supercup CAF | Supercup CAF | Supercup CAF | Mondial des clubs | Mondial des clubs | Mondial des clubs | Autres compétitions | Autres compétitions | Autres compétitions | Autres compétitions | Algérie | Algérie | Algérie | Total | Total | Total |
| Saison                | Club                  | Division              | M.          | B.          | P.d.        | M.                    | B.                    | P.d.                  | M.         | B.         | P.d.       | Comp.                          | M.                             | B.                             | P.d.                           | M.           | B.           | P.d.         | M.                | B.                | P.d.              | Comp.               | M.                  | B.                  | P.d.                | M.      | B.      | P.d.    | M.    | B.    | P.d.  |
| 2013-2014             | USM Annaba            | Ligue 2               | 5           | 0           | 0           | 0                     | 0                     | 0                     | -          | -          | -          | -                              | -                              | -                              | -                              | -            | -            | -            | -                 | -                 | -                 | -                   | -                   | -                   | -                   | -       | -       | -       | 5     | 0     | 0     |
| 2014-2015             | US Chaouia            | Ligue 2               | 25          | 1           | 0           | 1                     | 0                     | 0                     | -          | -          | -          | -                              | -                              | -                              | -                              | -            | -            | -            | -                 | -                 | -                 | -                   | -                   | -                   | -                   | -       | -       | -       | 26    | 1     | 0     |
| 2015-2016             | US Chaouia            | Ligue 2               | 25          | 2           | 0           | 0                     | 0                     | 0                     | -          | -          | -          | -                              | -                              | -                              | -                              | -            | -            | -            | -                 | -                 | -                 | -                   | -                   | -                   | -                   | -       | -       | -       | 25    | 2     | 0     |
| 2016-2017             | US Chaouia            | DNA                   | -           | -           | -           | 2                     | 0                     | 0                     | -          | -          | -          | -                              | -                              | -                              | -                              | -            | -            | -            | -                 | -                 | -                 | -                   | -                   | -                   | -                   | -       | -       | -       | 2     | 0     | 0     |
| Sous-total            | Sous-total            | Sous-total            | 50          | 3           | 0           | 3                     | 0                     | 0                     | -          | -          | -          | -                              | -                              | -                              | -                              | -            | -            | -            | -                 | -                 | -                 | -                   | -                   | -                   | -                   | -       | -       | -       | 53    | 3     | 0     |
| 2017-2018             | JS Kabylie            | Ligue 1               | 14          | 0           | 2           | 3                     | 0                     | 0                     | -          | -          | -          | -                              | -                              | -                              | -                              | -            | -            | -            | -                 | -                 | -                 | -                   | -                   | -                   | -                   | -       | -       | -       | 17    | 0     | 2     |
| 2018-2019             | JS Kabylie            | Ligue 1               | 29          | 2           | 4           | 1                     | 0                     | 0                     | -          | -          | -          | -                              | -                              | -                              | -                              | -            | -            | -            | -                 | -                 | -                 | -                   | -                   | -                   | -                   | 1       | 0       | 0       | 31    | 2     | 4     |
| Sous-total            | Sous-total            | Sous-total            | 43          | 2           | 6           | 4                     | 0                     | 0                     | -          | -          | -          | -                              | -                              | -                              | -                              | -            | -            | -            | -                 | -                 | -                 | -                   | -                   | -                   | -                   | 1       | 0       | 0       | 48    | 2     | 6     |
| 2019-2020             | ES Tunis              | Ligue 1 Pro           | 15          | 1           | 0           | 3                     | 1                     | 0                     | -          | -          | -          | C1                             | 8                              | 0                              | 0                              | 1            | 0            | 0            | 2                 | 0                 | 1                 | -                   | -                   | -                   | -                   | 1       | 0       | 0       | 30    | 2     | 1     |
| 2020-2021             | ES Tunis              | Ligue 1 Pro           | 14          | 0           | 2           | 1                     | 0                     | 0                     | 1          | 0          | 0          | C1                             | 10                             | 0                              | 0                              | -            | -            | -            | -                 | -                 | -                 | -                   | -                   | -                   | -                   | -       | -       | -       | 26    | 0     | 2     |
| 2021-2022             | ES Tunis              | Ligue 1 Pro           | 16          | 1           | 1           | 0                     | 0                     | 0                     | 0          | 0          | 0          | C1                             | 4                              | 0                              | 0                              | -            | -            | -            | -                 | -                 | -                 | -                   | -                   | -                   | -                   | 7       | 0       | 0       | 27    | 1     | 1     |
| Sous-total            | Sous-total            | Sous-total            | 45          | 2           | 3           | 4                     | 1                     | 0                     | 1          | 0          | 0          | -                              | 22                             | 0                              | 1                              | 1            | 0            | 0            | 2                 | 0                 | 1                 | -                   | -                   | -                   | -                   | 8       | 0       | 0       | 83    | 3     | 5     |
| 2022-2023             | Angers SCO            | Ligue 1               | 6           | 0           | 0           | 0                     | 0                     | 0                     | -          | -          | -          | -                              | -                              | -                              | -                              | -            | -            | -            | -                 | -                 | -                 | -                   | -                   | -                   | -                   | -       | -       | -       | 6     | 0     | 0     |
| 2023-2024             | Wydad AC              | Botola Pro            | 13          | 0           | 0           | -                     | -                     | -                     | -          | -          | -          | C1+AFL                         | 1+2                            | 0                              | 0                              | -            | -            | -            | -                 | -                 | -                 | UAFA                | 2                   | 0                   | 0                   | -       | -       | -       | 18    | 0     | 0     |
| 2024-2025             | USM Alger             | Ligue 1               | 21          | 0           | 0           | 4                     | 0                     | 0                     | -          | -          | -          | C2                             | 5                              | 0                              | 0                              | -            | -            | -            | -                 | -                 | -                 | -                   | -                   | -                   | -                   | -       | -       | -       | 30    | 0     | 0     |
| Total sur la carrière | Total sur la carrière | Total sur la carrière | 183         | 7           | 9           | 15                    | 1                     | 0                     | 1          | 0          | 0          | -                              | 30                             | 0                              | 1                              | 1            | 0            | 0            | 2                 | 0                 | 1                 | -                   | 2                   | 0                   | 0                   | 9       | 0       | 0       | 243   | 8     | 11    |

### En sélection nationale
| Saison                | Sélection             | Phases finales              | Phases finales | Phases finales | Phases finales | Éliminatoires CDM | Éliminatoires CDM | Éliminatoires CDM | Éliminatoires CAN | Éliminatoires CAN | Éliminatoires CAN | Matchs amicaux | Matchs amicaux | Matchs amicaux | Total | Total | Total |
| Saison                | Sélection             | Compétition                 | M              | B              | Pd             | M                 | B                 | Pd                | M                 | B                 | Pd                | M              | B              | Pd             | M     | B     | Pd    |
| --------------------- | --------------------- | --------------------------- | -------------- | -------------- | -------------- | ----------------- | ----------------- | ----------------- | ----------------- | ----------------- | ----------------- | -------------- | -------------- | -------------- | ----- | ----- | ----- |
| 2018-2019             | Algérie               | -                           | -              | -              | -              | -                 | -                 | -                 | -                 | -                 | -                 | 1              | 0              | 0              | 1     | 0     | 0     |
| 2019-2020             | Algérie               | -                           | -              | -              | -              | -                 | -                 | -                 | -                 | -                 | -                 | 1              | 0              | 0              | 1     | 0     | 0     |
| 2021-2022             | Algérie               | Coupe arabe 2021 + CAN 2021 | 3+0            | 0              | 0              | -                 | -                 | -                 | -                 | -                 | -                 | 1              | 0              | 0              | 4     | 0     | 0     |
| Total sur la carrière | Total sur la carrière | Total sur la carrière       | 3              | 0              | 0              | -                 | -                 | -                 | -                 | -                 | -                 | 6              | 0              | 0              | 9     | 0     | 0     |

### Matchs internationaux
La liste ci-dessous dénombre toutes les rencontres de l'Équipe d'Algérie de football auxquelles Ilyes Chetti prend part, du 27 décembre 2018 jusqu'à présent.

## Palmarès

### En clubs
Espérance de Tunis
- Champion du Championnat de Tunisie en 2020, 2021 et 2022
- Vainqueur de la Supercoupe de Tunisie en 2020 et 2021
- Finaliste de la Coupe de Tunisie en 2020
- Finaliste de la Supercoupe d'Afrique en 2020

Wydad AC
- Finaliste de la Ligue africaine de football en 2023 avec le Wydad AC.

JS Kabylie
- Finaliste de la Coupe d'Algérie en 2018
- Vice-Champion d'Algérie en 2019

USM Alger
- Vainqueur de la coupe d'Algérie en 2025

### En sélection
| Algérie A' - Coupe arabe de la FIFA - Vainqueur en 2021 |